# Corycaeus lubbocki
Corycaeus lubbocki är en kräftdjursart som beskrevs av Giesbrecht 1891. Corycaeus lubbocki ingår i släktet Corycaeus och familjen Corycaeidae. Inga underarter finns listade i Catalogue of Life.